# Domini fonamental
Un domini fonamental és un subconjunt de l'espai que conté exactament un punt per cadascuna de les òrbites definides donat un espai topològic i un grup matemàtic actuant-hi.
Hi ha moltes maneres per escollir un domini fonamental. Típicament cal que un grup fonamental sigui un subconjunt per connectar amb algunes restriccions en la seva frontera, per exemple llisa o polièdrica.

## Exemples
Exemples en l'espai euclidià en tres dimensions R3.
- per n vegades de rotació: una òrbita és o bé un conjunt de N punts al voltant de l'eix, o un únic punt en l'eix, el domini fonamental és un sector
- per a la reflexió en un pla: una òrbita és o bé un conjunt de 2 punts, un a cada costat del pla, o un únic punt en el pla, el domini fonamental és un mig-espai limitat per aquest pla
- per a la inversió en un punt: una òrbita és un conjunt de 2 punts, un a cada costat del centre, a excepció d'una òrbita, que consisteix en l'únic centre, el domini fonamental és un mig-espai limitat per qualsevol pla que passa pel centre
- per a la rotació de 180 ° al voltant d'una línia: una òrbita és o bé un conjunt de 2 punts oposats l'un a l'altre respecte a l'eix, o un únic punt en l'eix, el domini fonamental és un mig-espai limitat per qualsevol pla a través de la línia
- per la discreta simetria traslacional en una direcció: les òrbites són tradueix d'un enreixat 1D en la direcció del vector de traducció, el domini fonamental és una llosa infinita
- per la simetria de translació discreta en dues direccions: les òrbites són traduïdes d'una xarxa en el pla 2D a través dels vectors de translació, el domini fonamental és un barra infinita amb secció transversalfor paral·lelogramàtica
- per la simetria de translació discreta en tres direccions: les òrbites són traduïdes de la xarxa, el domini fonamental és una cel·la primitiva, que és per exemple, un paral·lelipípede, o una cel·la de Wigner-Seitz, també anomenat cel·la de Voronoi

En el cas de simetria traslacional combinat amb altres simetries, el domini fonamental és part de la cel·la primitiva.